# Gymnasium bas-sorabe de Cottbus
Le Gymnasium bas-sorabe de Cottbus (en allemand : Niedersorbisches Gymnasium Cottbus, en bas sorabe : Dolnoserbski gymnazium Chóśebuz) est un établissement secondaire de Cottbus dans lequel est dispensé un enseignement bilingue allemand/sorabe dans le cadre du projet éducatif Witaj appliqué en Lusace.
L'établissement bilingue de Cottbus offre un enseignement dans les deux langues pratiquées en Basse-Lusace, à savoir l'allemand, parlé par la majorité de la population et le sorabe parlé par les sorabes. Le sorabe est enseigné dans les disciplines suivantes, mathématiques, histoire/géographie, art, musique et sport.
Près de 700 élèves suivent cet enseignement bilingue.
Un lycée équivalent existe également en Haute-Lusace, le Gymnasium haut-sorabe de Bautzen.